# روبرت ماسون (عسكري)
روبرت ماسون (بالإنجليزية: Robert Mason)‏ هو عسكري أمريكي، ولد في 20 مارس 1942 في نيوجيرسي في الولايات المتحدة.

## وصلات خارجية
- الموقع الرسمي